# Varano dei Marchesi
Varano dei Marchesi is een plaats (frazione) in de Italiaanse gemeente Medesano.